# Ruagea smithii
Ruagea smithii är en tvåhjärtbladig växtart som beskrevs av Hermann August Theodor Harms. Ruagea smithii ingår i släktet Ruagea och familjen Meliaceae. Inga underarter finns listade i Catalogue of Life.